# Пежо тип 33
Пежо тип 33 (фр. Peugeot Type 33) је био аутомобил произведен између 1901. и 1902. од стране француског произвођача аутомобила Пежо у њиховој фабрици у Оданкуру. У том периоду је произведено 84 јединице.
Аутомобил је покретао Пежоов четворотактни, двоцилиндрични мотор снаге 4-8 КС и запремине 1056 cm³. Мотор је постављен хоризонтално позади и преко ланчаног преноса давао погон на задње точкове.
Међуосовинско растојање је 1650 мм. Дужина возила је 2600 мм и висина 2400 цм. Облик каросерије је био фетон са местом за четири особе.

## Галерија
- Пежо тип 33
- Пежо тип 33
- Пежо тип 33